# Darnycký rajón
Darnycký rajón (ukrajinsky Дарницький район, Darnyckyj rajon) je rajón (okres) na jihu Kyjeva. Rajón byl vytvořen v roce 1935, ale dnešní podobu získal až v roce 2002. Rajón se skládá ze čtvrtí Darnycja, Nova Darnycja, Pozňaky, Osokorky, Charkivsky masyv, vesnice Ševčenko, Rembaza, Červonyj chutir a Bortnyči.

## Geografie
Rajón se nachází na levém břehu Dněpru. Nachází se na jižní straně Kyjeva, kdy na severu hraničí s Dniperským rajónem, na východě s Brovarským rajónem, na jihu s Boryspilským rajónem a na západě s Holosijivským rajónem.

## Obyvatelstvo

### Počet obyvatel
| Rok            | 2001    | 2008    | 2019    |
| -------------- | ------- | ------- | ------- |
| Počet obyvatel | 282 359 | 302 560 | 343 384 |

### Struktura populace
- Struktura obyvatel z roku 2001

## Doprava
Hlavní třídy rajónu jsou prospekt Mykoly Bažana a Dniperské nábřeží. Rajónem prochází dálnice M03 do Charkova a dále do Ruska.
Rajón obsluhuje Kyjevské metro, konkrétně třetí linka, rajón obsluhuje sedm stanic Slavutyč, Osokorky, Pozňaky, Charkivska, Vyrlycja, Boryspilska a Červonyj chutir. Rajón ale také obsluhuje Kyjevská městská železnice (stanice Darnycja a Lyvyj bereh), ale také tramvajové linky 8, 22 a 29, ale také mnoho dalších trolejbusových a autobusových linek.